# Scilla luciliae
Scilla luciliae là một loài thực vật có hoa trong họ Măng tây. Loài này được (Boiss.) Speta miêu tả khoa học đầu tiên năm 1971.

## Hình ảnh

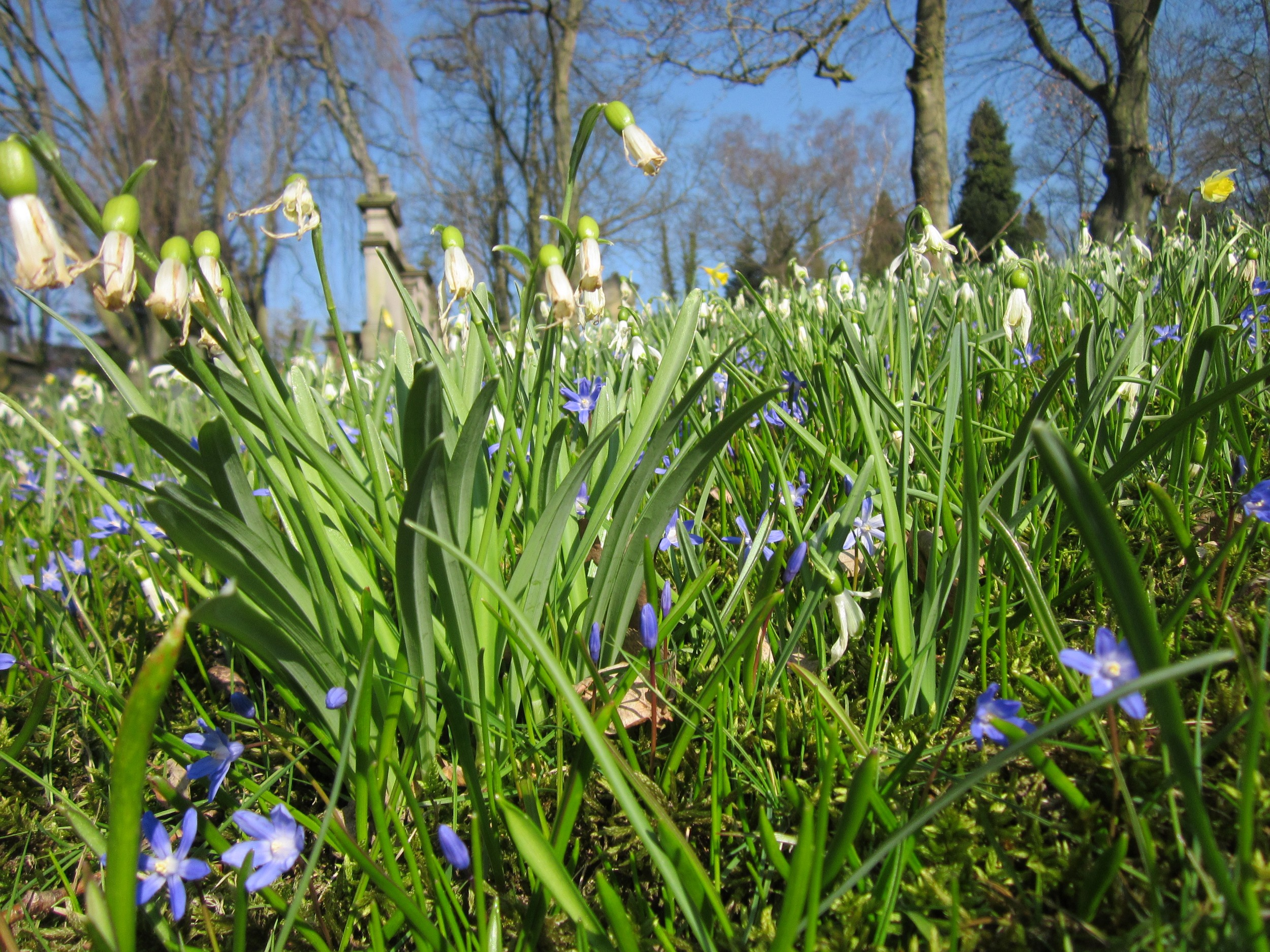
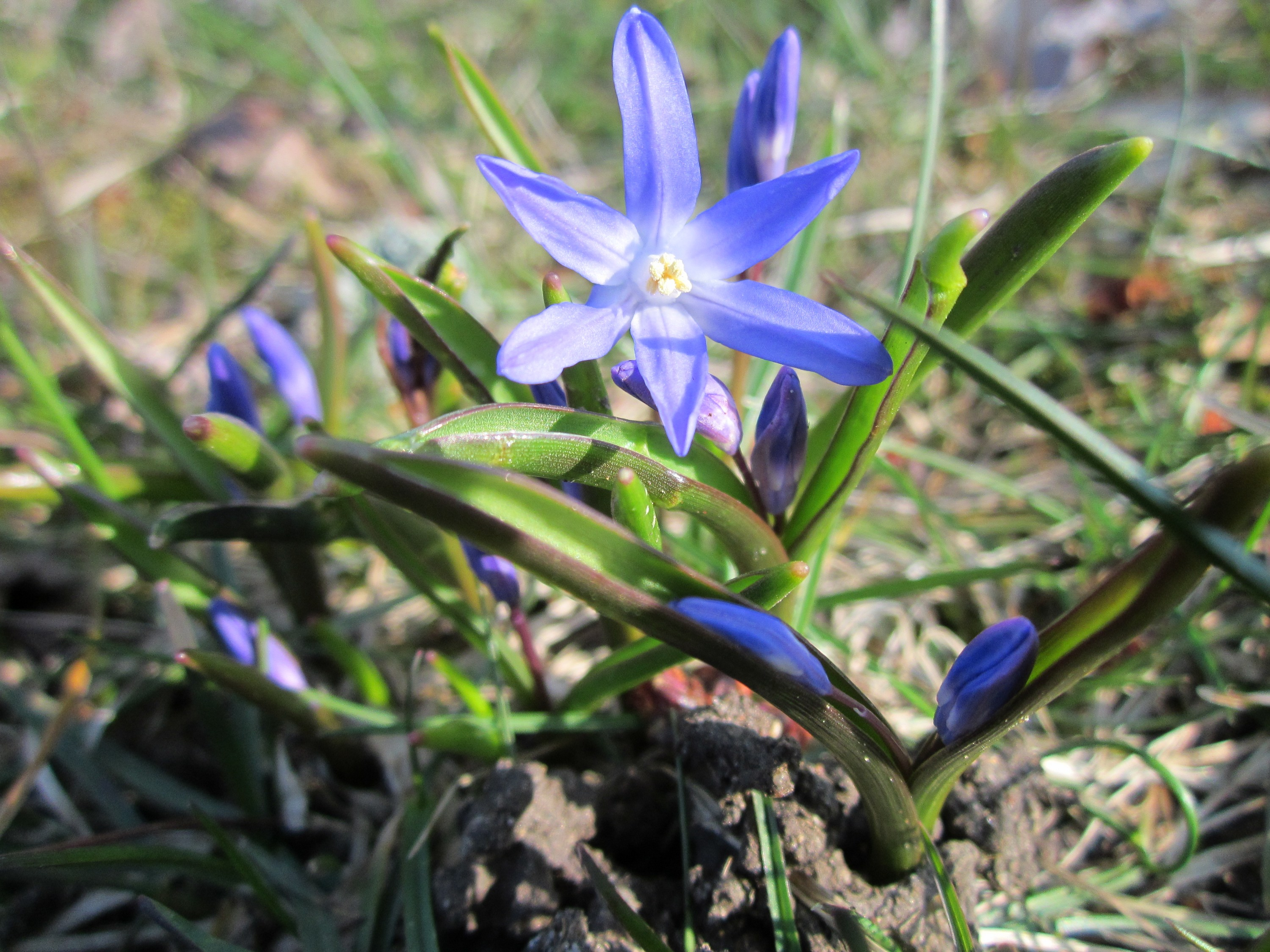
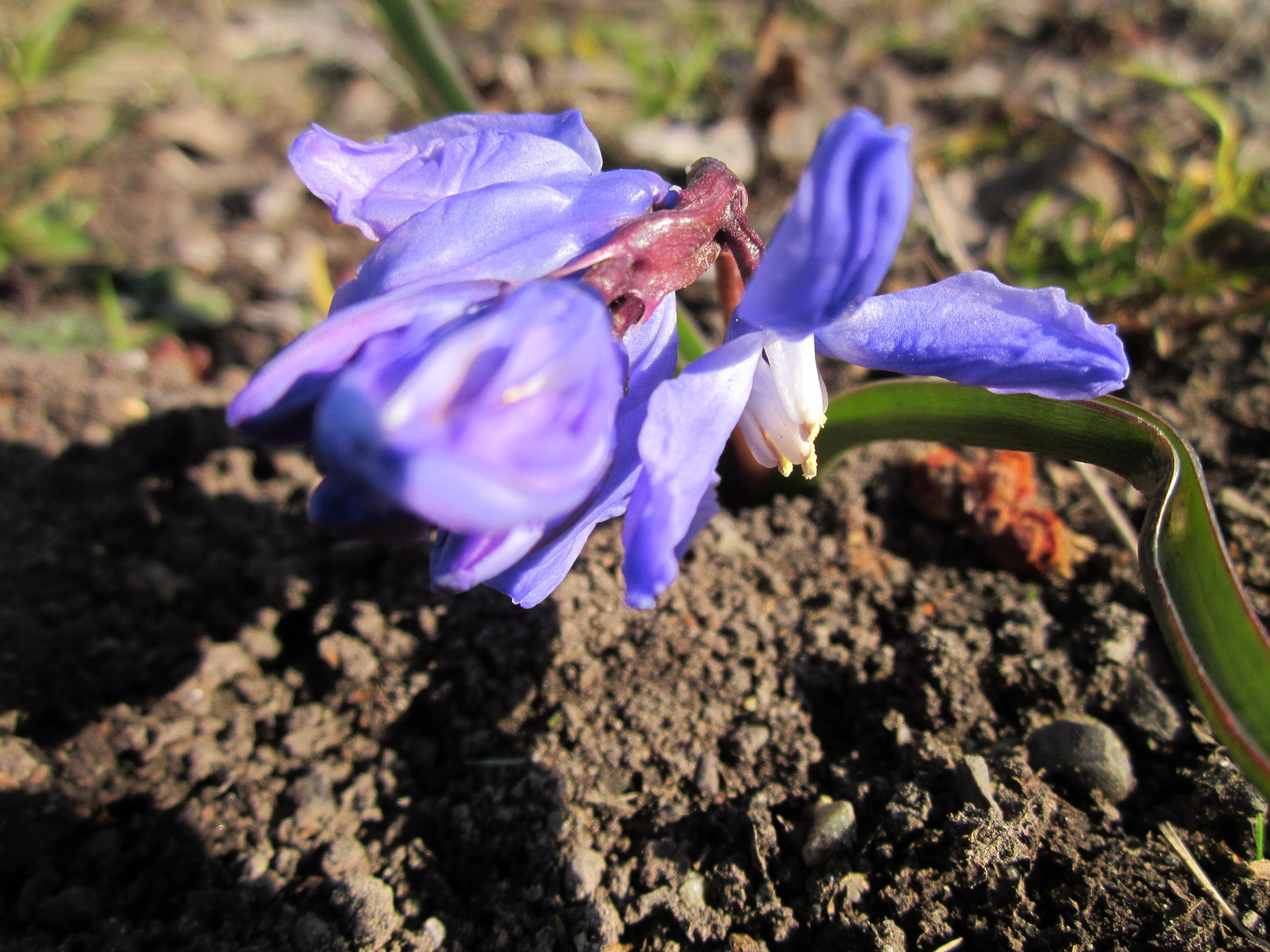
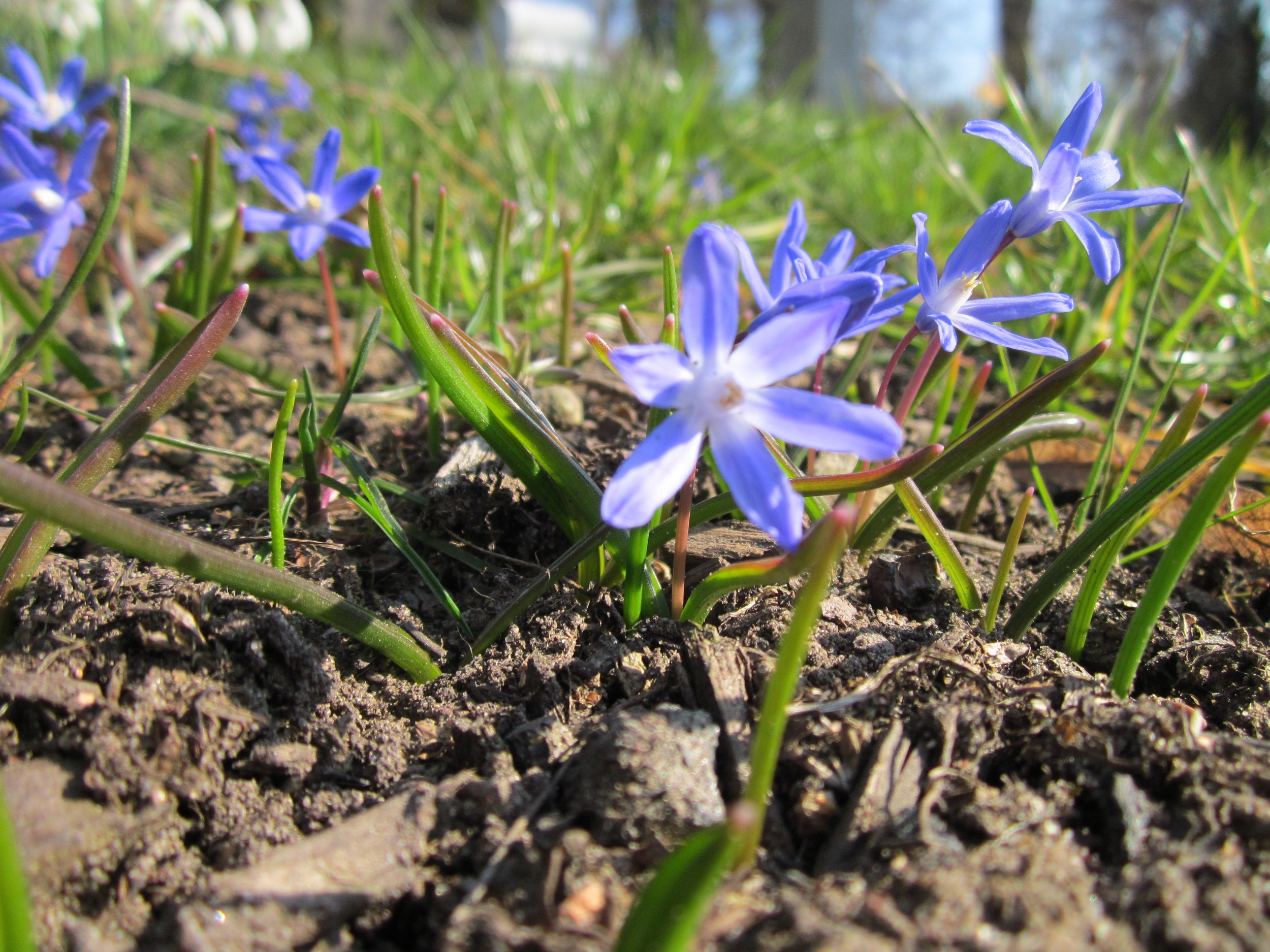